# کلاته عباس جوینی
کلاته عباس جوینی روستایی در دهستان قاضی بخش سملقان شهرستان مانه و سملقان استان خراسان شمالی ایران است.

## جمعیت
بر پایه سرشماری عمومی نفوس و مسکن در سال ۱۳۹۵ جمعیت این مکان ۸۱ نفر (۲۴خانوار) بوده‌است.